# Мика Тэн
Мика Тэн (англ. Mika Tan, род. 27 ноября 1977, Гонолулу) — американская фетиш-модель и порноактриса.

## Биография
Тэн родилась на Гавайах. Её отец имел самоано-японское, а мать — окинаво-тайваньское происхождение. В 3 года её удочерила бабушка.
Тэн пришла в порноиндустрию в 2002 году в возрасте 19 лет, куда её пригласил режиссёр Джек Пёрл, случайно встретивший девушку в магазине ampm. Мика в основном снимается в фетиш-порно для компании Kink.com и сайтов «Men in Pain» и «Divine Bitches», где играет роль как доминанта, так и подчиняющегося. И несмотря на то, что она также снимается в традиционном порно, сама девушка считает себя фетиш-моделью, а не обычной порнозвездой. Тэн также основала собственную порностудию GenerAsianxxx Productions.
В 2011 году журнал Complex поставил её на 23 место в списке «50 самых горячих азиатских порнозвёзд всех времен».
На 2016 год снялась в 487 порнофильмах.

## Премии и номинации
| Год  | Премия          | Категория                                              | Работа | Результат |
| ---- | --------------- | ------------------------------------------------------ | --- | --------- |
| 2006 | AVN             | Best All-Girl Group Sex Scene                          | 11 Herbs 'N Spices (вместе с Queen B., Skyy Black, Bonity Butterfly, Autumn Foxxe, Krystal Jordan, Kira, Kim Pleasures, Nikole Richie и Miss Simone) | Номинация |
| 2006 | AVN             | Самая «жёсткая» сцена секса                            | Shane’s World: College Guide to Anal Sex | Номинация |
| 2006 | Adam Film World | Лучшая азиатская старлетка                             | | Победа    |
| 2006 | XRCO Award      | Unsung Siren                                           | | Победа    |
| 2007 | AVN Award       | Недооценённая звезда года (непризнанное превосходство) | | Победа    |
| 2007 | Urban X         | Зал славы Urban X                                      | | Победа    |
| 2011 | AVN Award       | Лучшая сцена двойного проникновения                    | The Perfect Secretary: Training Day (вместе с Марко Бандеросом и Крисом Чармингом)                                                                   | Номинация |
| 2013 | AVN Award       | Лучшая сцена группового секса                          | Official the Hangover Parody | Номинация |